# Comercial Futebol Clube (Ribeirão Preto)
El Comercial Futebol Clube, conegut com a Comercial de Ribeirão Preto és un club de futbol brasiler, de la ciutat de Ribeirão Preto, a l'estat de São Paulo. Els seus colors són negre i blanc.

## Història
El Lleó fou fundat en 1911 pels comerciants de la ciutat amb el nóm de Commercial Football Club. En els anys següents, el club va començar a triomfar en el futbol, guanyant títols i sent un dels clubs més forts de l'interior de São Paulo, tant que a l'inici dels anys vint el àlie de Leão do Norte (Lleó del Nord) en excursió al nord-est brasiler. El 1936, a causa dels efectes de la gran depressió, el club va desactivar les seves activitats esportives, fusionant-se amb el Sociedade Recreativa de Ribeirão Preto. En els anys 50, degut a mobilizació dels antics torcedors del Commercial, el lleó va reactivar el futbol i les seves activitats esportives, canviant el seu nom a Comercial Futebol Clube i fusionant-se amb el Paineiras Futebol Clube, per as disputes de campionats professionals de la FPF. En la dècada següent, el club viu un dels millors moments de la seva història, guanyant títols i muntant bons esquadres, i guanyant dels millors equips del Brasil, com el Santos de Pelé i el Palmeiras de Ademir da Guia. En els anys 70, el Comercial participa del Campionat brasiler per dues vegades, ficant em 14è en una des oportunitats. a la segona meitat dels anys 80 i 90, pateix una crisi financera, a on disputa la segona divisió del futbol de São Paulo. En 2011, el club torna a elit del futbol paulista en l'any de seu centenari, més l'any següent, descendeix a la segona divisió, després de fer la pitjor campanya del campionat. Actualment disputa la Série A3 del campionat paulista, la tercera categoria del futbol de São Paulo.
El seu gran i principal rival és el Botafogo Futebol Clube, on el clàssic s'anomena Come-Fogo, realitzat des de 1954 i el mascot és el Lleó. El club té una secció de bàsquet i es va associar amb el club de futbol sala de la ciutat Ribeirão Futsal, on va tenir èxit.

## Estadi
El Comercial mana seus jocs a l'Estadi Palma Travassos, fundat en 1964, amb a capacitat per a 18.500 persones. Anticament, el club jugava a l'Estadi de la Rua Tibiriçá, inaugurat en 1922 i desactivat en 1964, on avui és la seu del club social Sociedade Recreativa de Esportes.

## Palmarés
- 2 Campionat paulista Sèrie A-2: 1958
- 1 Campionat paulista del Interior: 1966

## Jugadors destacats
- Carlos Cézar
- Emerson Leão
- Mauricinho
- Piter
- Alex Muralha